# Tschaikino (Kaliningrad, Prawdinsk)
Tschaikino (russisch Чайкино, deutsch Rauschen) ist ein Ort in der russischen Oblast Kaliningrad (Gebiet Königsberg (Preußen)) und gehört zur Gorodskoje posselenije Schelesnodoroschnoje (Stadtgemeinde Schelesnodoroschny (Gerdauen)) im Rajon Prawdinsk (Kreis Friedland (Ostpr.)).

## Geographische Lage
Tschaikino am Ostufer des Flüsschens Omet (russisch: Stogowka) liegt einen Kilometer südwestlich der früheren Kreisstadt Schelesnodoroschny (Gerdauen) und zwei Kilometer nördlich der Staatsgrenze zwischen Russland und Polen und ist über eine Stichstraße von Schelesnodoroschny aus zu erreichen. Bis 2001 bestand Bahnanschluss über die Station Schelesnodoroschny an der Bahnstrecke Toruń–Tschernjachowsk (Thorn–Insterburg), die auf dem russischen Streckenabschnitt nicht mehr in Betrieb ist.

## Geschichte
Der früher Rauschen genannte Ort – nicht zu verwechseln mit dem gleichnamigen und heute russisch Swetlogorsk genannten Badeort am Kurischen Haff – wurde wohl zur Ordenszeit unter dem Namen Roglacken gegründet. Nach dem Ernst von Schlieben 1616 nach einem ersten Freigut nun auch das zweite Gut von Andreas Rauschen erwarb und das Land zum Vorwerk machte, hieß der Ort dann Rauschen.
Unter Konrad Heinrich August Achilles (1799–1882) wurde Rauschen ein eigenständiges Gut. 1874 gehörte der Gutsbezirk Rauschen zu den zehn kommunalen Einheiten, die den neu errichteten Amtsbezirk Schloss Gerdauen bildeten. 1865 entstand das spätklassizistische Gutshaus, dessen letzter Besitzer vor 1945 Horst Achilles sein sollte.
Am 12. März 1908 trat Rauschen 0,6 Hektar seines Gemeindegebietes an Gerdauen zum Bau einer Gasanstalt ab. 1910 lebten hier 72 Einwohner. Nach 18 Jahren gab Rauschen am 30. September 1928 seine Selbständigkeit auf und wurde in die Stadtgemeinde Gerdauen eingemeindet. Bis 1945 gehörte die Ortschaft zum Landkreis Gerdauen im Regierungsbezirk Königsberg der preußischen Provinz Ostpreußen.
Infolge des Zweiten Weltkrieges kam Rauschen wie das ganze nördliche Ostpreußen zur Sowjetunion und erhielt 1950 nach der sowjetischen Partisanin Jelisaweta Iwanowna Tschaikina die Umbenennung in Tschaikino. Bis 2009 war der Ort innerhalb der seit 1991/92 russischen Oblast Kaliningrad in den Wischnjowski sowjet (Dorfsowjet Wischnjowoje (Altendorf)) eingegliedert und wurde dann – aufgrund einer Struktur- und Verwaltungsreform – als „Siedlung“ (russisch: possjolok) eingestufte Ortschaft in die Gorodskoje posselenije Schelesnodoroschnoje (Stadtgemeinde Schelesnodoroschny (Gerdauen)) integriert.

## Kirche
In Rauschen lebte vor 1945 eine überwiegend evangelische Bevölkerung. Der Ort war in das Kirchspiel Gerdauen (russisch: Schelesnodoroschny) eingepfarrt, das zum gleichnamigen Kirchenkreis innerhalb der Kirchenprovinz Ostpreußen der Kirche der Altpreußischen Union gehörte.
Heute liegt Tschaikino im Einzugsbereich der Auferstehungskirchengemeinde in Kaliningrad (Königsberg) innerhalb der Propstei Kaliningrad der Evangelisch-Lutherischen Kirche Europäisches Russland (ELKER).